# Pan Mensa
La Pan Mensa è una struttura geologica della superficie di Io.